# Ordre de la Couronne de Tunisie
Pour les articles homonymes, voir Ordre de la Couronne.
L’Ordre de la Couronne de Tunisie (arabe : نيشان التاج التونسي soit Nichan Et-Taj Et-Tounisi) est un ancien ordre honorifique tunisien créé en 1956 par Lamine Bey, le bey de Tunis.
Lorsque la monarchie est abolie en 1957, les ordres beylicaux, dont celui-ci, sont toutefois supprimés.

## Grades
L’ordre était composé des cinq grades traditionnels :
1. Grand-croix ;
2. Grand officier ;
3. Commandeur ;
4. Officier ;
5. Chevalier.

## Sources
- (nl) Cet article est partiellement ou en totalité issu de l’article de Wikipédia en néerlandais intitulé « Orde van de Kroon van Tunesië » (voir la liste des auteurs).